# LBC-MVP Sports Foundation Cycling Team
LBC-MVP Sports Foundation Cycling Team was een Filipijnse wielerploeg die in 2013 en 2014 actief was in het peloton. LBC-MVP Sports Foundation Cycling Team komt uit in de continentale circuits van de UCI. Jaideep Chulani was de manager van de ploeg.

## Seizoen 2013

### Overwinningen in de UCI Asia Tour
| Datum  | Wedstrijd                               | Cat. | Winnaar       |
| ------ | --------------------------------------- | ---- | ------------- |
| 30 mei | Filipijns kampioenschap (ITT)           | CN   | Ronald Oranza |
|        | Filipijns kampioenschap, Beloften (ITT) | CN   | Ronald Oranza |
| 29 mei | Filipijns kampioenschap                 | CN   | Rustom Lim    |
|        | Filipijns kampioenschap, Beloften       | CN   | Rustom Lim    |

### Selectie
| Naam                           | Geboortedatum    | Nationaliteit | Ploeg 2012 |
| ------------------------------ | ---------------- | ------------- | ---------- |
| Mark Bonzo (vanaf 10 juli)     | 15 juli 1989     | Filipijnen    | Neo        |
| Jemico Brioso                  | 31 mei 1989      | Filipijnen    | Neo        |
| El Joshua Cariño               | 25 januari 1993  | Filipijnen    | Neo        |
| Denver Casayuran               | 8 november 1990  | Filipijnen    | Neo        |
| Rustom Lim                     | 8 juli 1993      | Filipijnen    | Neo        |
| Ronald Lomotos (vanaf 10 juli) | 8 juli 1994      | Filipijnen    | Neo        |
| John Renee Mier                | 14 juni 1992     | Filipijnen    | Neo        |
| Junrey Navarra (vanaf 25 mei)  | 1 februari 1992  | Filipijnen    | Neo        |
| Elmer Navarro                  | 24 oktober 1991  | Filipijnen    | Neo        |
| Ronald Oranza                  | 2 december 1992  | Filipijnen    | Neo        |
| Francisco Bombarda Ramos       | 17 februari 1990 | Filipijnen    | Neo        |

## Seizoen 2014

### Selectie
| Naam                        | Geboortedatum   | Nationaliteit | Ploeg 2013                                       |
| --------------------------- | --------------- | ------------- | ------------------------------------------------ |
| Mark Antonio                | 2 mei 1987      | Filipijnen    | Neo                                              |
| Jerry Aquino (vanaf 1 juni) | 2 juli 1992     | Filipijnen    | Team 7 Eleven presented by Road Bike Philippines |
| Mark Bonzo                  | 15 juli 1989    | Filipijnen    |                                                  |
| Jemico Brioso               | 31 mei 1989     | Filipijnen    |                                                  |
| El Joshua Cariño            | 25 januari 1993 | Filipijnen    |                                                  |
| Rustom Lim                  | 8 juli 1993     | Filipijnen    |                                                  |
| Ronald Lomotos              | 8 juli 1994     | Filipijnen    |                                                  |
| Junrey Navarra              | 1 februari 1992 | Filipijnen    |                                                  |
| Ronald Oranza               | 2 december 1992 | Filipijnen    |                                                  |